# Robur (samochód)
Robur – samochód, produkowany przez VEB ROBUR-Werke Zittau w NRD w latach 1961–1991 jako ciężarówka i autobus. Wytwarzano go z napędem na cztery koła AWD i 4x2.

## Historia i opis pojazdu
Prace nad pojazdem rozpoczęto w 1957 roku, powstał wtedy m.in. prototyp LO 2500 w wersji autobus. W 1961 roku na wiosennych Targach Lipskich odbył się debiut Robura LO 2500. W tym samym roku rozpoczęła się produkcja seryjna samochodu. Pojazd ten był następcą przestarzałego już modelu Robur Garant 30K/32. Nowy Robur charakteryzował się nowoczesną na owe czasy stylistyką kabiny, chłodzonym powietrzem silnikiem R4 o pojemności 3,3 l i mocy 70 KM oraz ładownością do 2,5 tony. Powstała też wersja z napędem 4x4 o ładowności 1,8 tony, która otrzymała oznaczenie LO 1800A. Od 1964 do 1973 roku powstało około 2 tys. egzemplarzy z silnikiem Diesla.
W 1968 roku nastąpiła modernizacja Roburów, która ograniczała się do nowej atrapy wlotu powietrza oraz nowych oznaczeń LO 2501 i LO 1801A. Wersje terenowe przeznaczone były dla Nationale Volksarmee i straży granicznej NRD (Grenztruppen der DDR). W 1974 roku pojawił się model o ładowności do 3 ton, dostał on oznaczenie LO 3000, a wersja terenowa otrzymała oznaczenie LO 2002A. Model 2002 produkowano w latach 1973–1990 z przeznaczeniem dla armii NRD w wersjach: skrzyniowy, zdejmowany kontener sanitarny i wóz sztabowy. Jesienią 1982 roku pojawił się silnik wysokoprężny, chłodzony powietrzem. Modele z silnikiem Diesla otrzymały oznaczenia LD (od Diesel) 3001 i LD 3002 i charakteryzowały się m.in. powiększonym rozstawem osi. Na rynek eksportowy do krajów zamorskich przeznaczona była wersja Safari z klimatyzowaną kabiną. Od 1972 do 1979 roku trwały prace we współpracy z Automobilwerke Ludwigsfelde (L60) nad prototypami 0611 i D609, które charakteryzowały się nową, kanciastą kabiną. Z powodów ekonomicznych i politycznych pojazdy nie weszły do produkcji seryjnej. W 1985 roku zdecydowano zaprzestać produkcji autobusów. 
W 1991 roku Autosan rozpoczął współpracę z IFĄ (Robur-Werke). Strona niemiecka dostarczyła trzy podwozia Robura wraz z układem napędowym (4-cylindrowy silnik Deutz). Sanocka fabryka na bazie tego podwozia wykonała autobus międzymiastowy, towos z (7+1 miejscami siedzącymi) i furgon (2+1 miejsca). Pogarszająca się sytuacja finansowa niemieckiego producenta spowodowała jednak zaniechanie dalszej współpracy.
Po zjednoczeniu Niemiec w 1990 roku na nowym rynku niemieckim Robur był już mocno przestarzałą konstrukcją. Próbowano uratować pojazd m.in. poprzez zastosowanie silnika Diesla marki Deutz oraz unowocześnieniem kabiny w postaci nowego zderzaka, w który były wbudowane światła. Taka wersja dostała oznaczenie LD 3004 i powstała w liczbie ok. 350 sztuk. Nie pomogło to jednak w niekorzystnej sytuacji zakładów i w 1991 roku produkcja definitywnie została zakończona. Przez cały okres produkcji powstało ok. 250 tys. egzemplarzy.
W 1995 roku powstało Robur-Fahrzeug-Engineering GmbH z planem wskrzeszenia ciężarówki. W 1999 roku powstało drugie takie przedsiębiorstwo o nazwie FBZ GmbH. Oba zajmują się modernizowaniem istniejących już Roburów o montaż silników Deutz, nowych hamulców, wspomagania kierownicy i innych.

## Dane techniczne
| Model                   | Lata produkcji | Silnik           | Pojemność | Moc             | Prędkość maks. |
| ----------------------- | -------------- | ---------------- | --------- | --------------- | -------------- |
| Robur LO 2500           | 1961–1968      | R4, benzynowy    | 3345 cm³  | 70 KM (51,1 kW) | 85 km/h        |
| Robur LO 1800A          | 1961–1968      | R4, benzynowy    | 3345 cm³  | 70 KM (51,1 kW) |                |
| Robur LD 2500           | 1964–1968      | R4, wysokoprężny | 3927 cm³  | 70 KM (51,1 kW) | 80 km/h        |
| Robur LO 2501           | 1968–1973      | R4, benzynowy    | 3345 cm³  | 70 KM (51,1 kW) | 85 km/h        |
| Robur LO 1801A          | 1968–1973      | R4, benzynowy    | 3345 cm³  | 70 KM (51,1 kW) |                |
| Robur LD 2501           | 1968–1973      | R4, wysokoprężny | 3927 cm³  | 70 KM (51,1 kW) | 80 km/h        |
| Robur O 611(A)          | Prototyp       | R6, benzynowy    | 3357 cm³  | 105 KM (77 kW)  |                |
| Robur D 609             | Prototyp       | R6, wysokoprężny | 3357 cm³  | 90 KM (66 kW)   |                |
| Robur LO 3000           | 1973–1985      | R4, benzynowy    | 3345 cm³  | 75 KM (55,2 kW) | 85 km/h        |
| Robur LO 2002A/LO 2202A | 1973–1990      | R4, benzynowy    | 3345 cm³  | 75 KM (55,2 kW) | 80km/h         |
| Robur LD 3000           | 1982–1985      | R4, wysokoprężny | 3927 cm³  | 68 KM (50 kW)   | 80 km/h        |
| Robur LD 2002A/LD 2202A | 1982–1990      | R4, wysokoprężny | 3927 cm³  | 68 KM (50 kW)   | 75 km/h        |
| Robur LD 3002           | 1982–1990      | R4, wysokoprężny | 3927 cm³  | 68 KM (50 kW)   |                |
| Robur LD 3001           | 1985–1990      | R4, wysokoprężny | 3927 cm³  | 68 KM (50 kW)   | 80 km/h        |
| Robur LD 3004           | 1990–1991      | R4, wysokoprężny | 4089 cm³  | 73 KM (54 kW)   |                |
| Robur LD 2004 WD        | Prototyp       | R4, wysokoprężny | 4089 cm³  | 73 KM (54 kW)   |                |

## Galeria

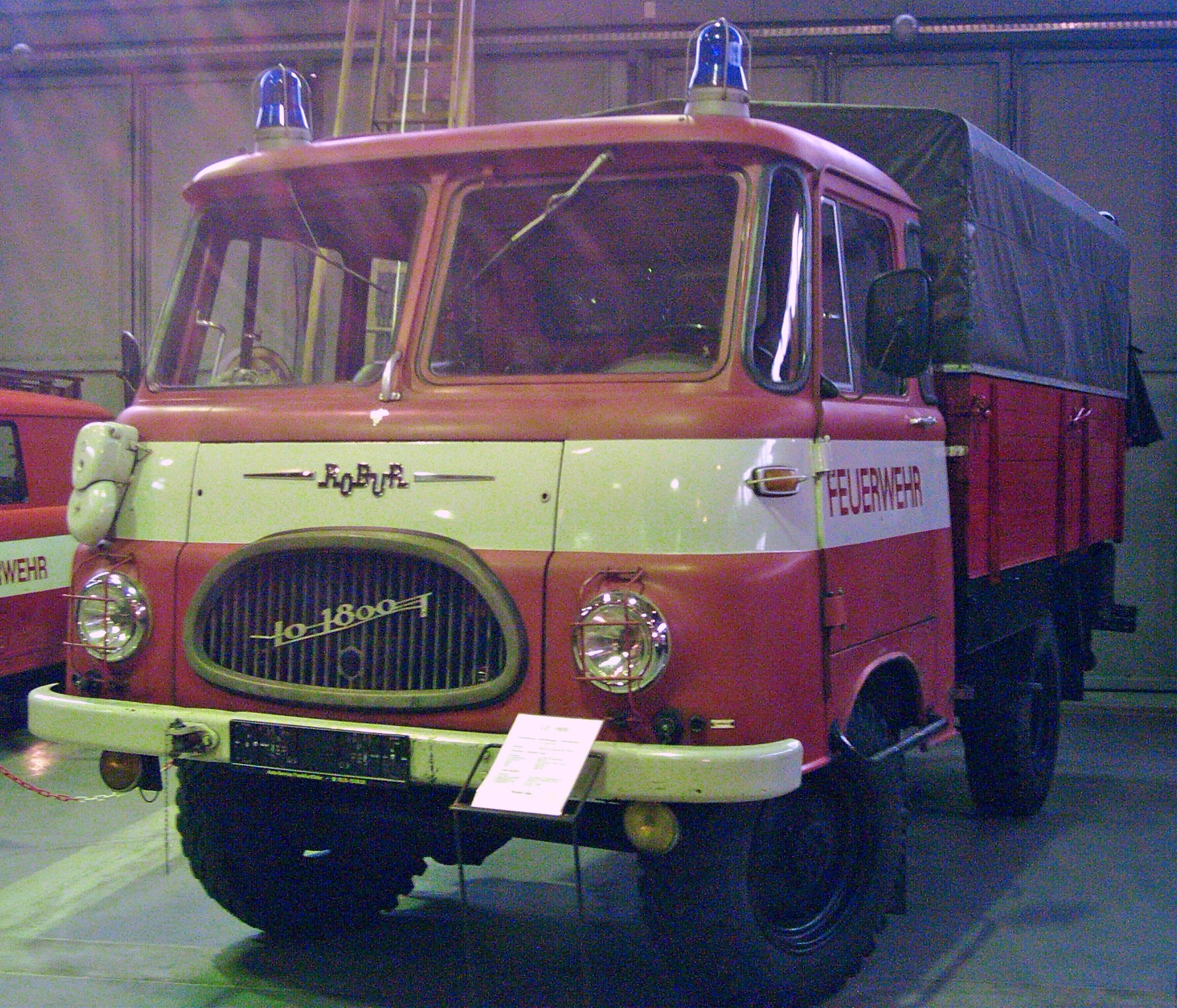
Robur LO 1800 A
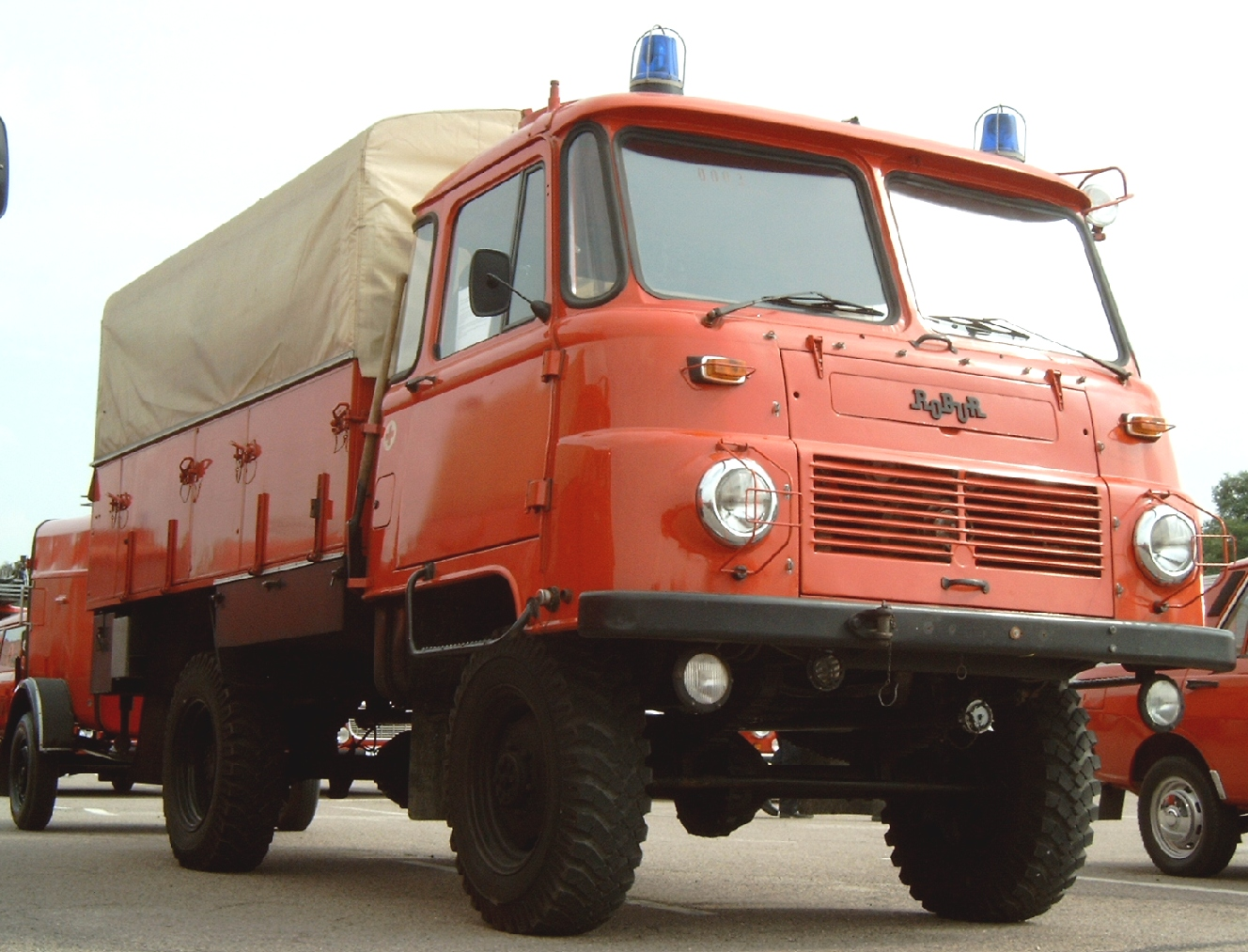
Robur LO 2002A
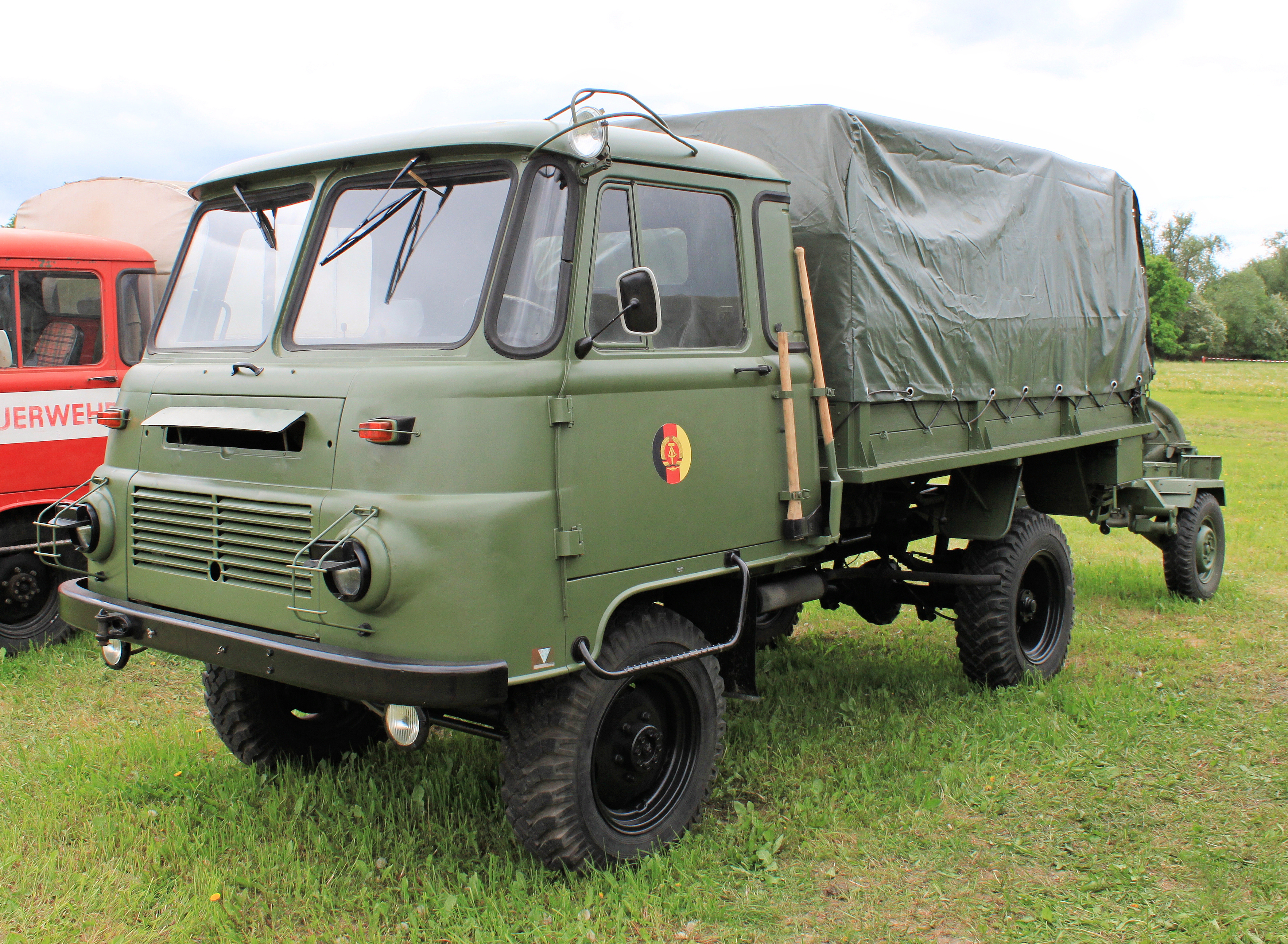
Robur LO 2002A w wersji dla wojska
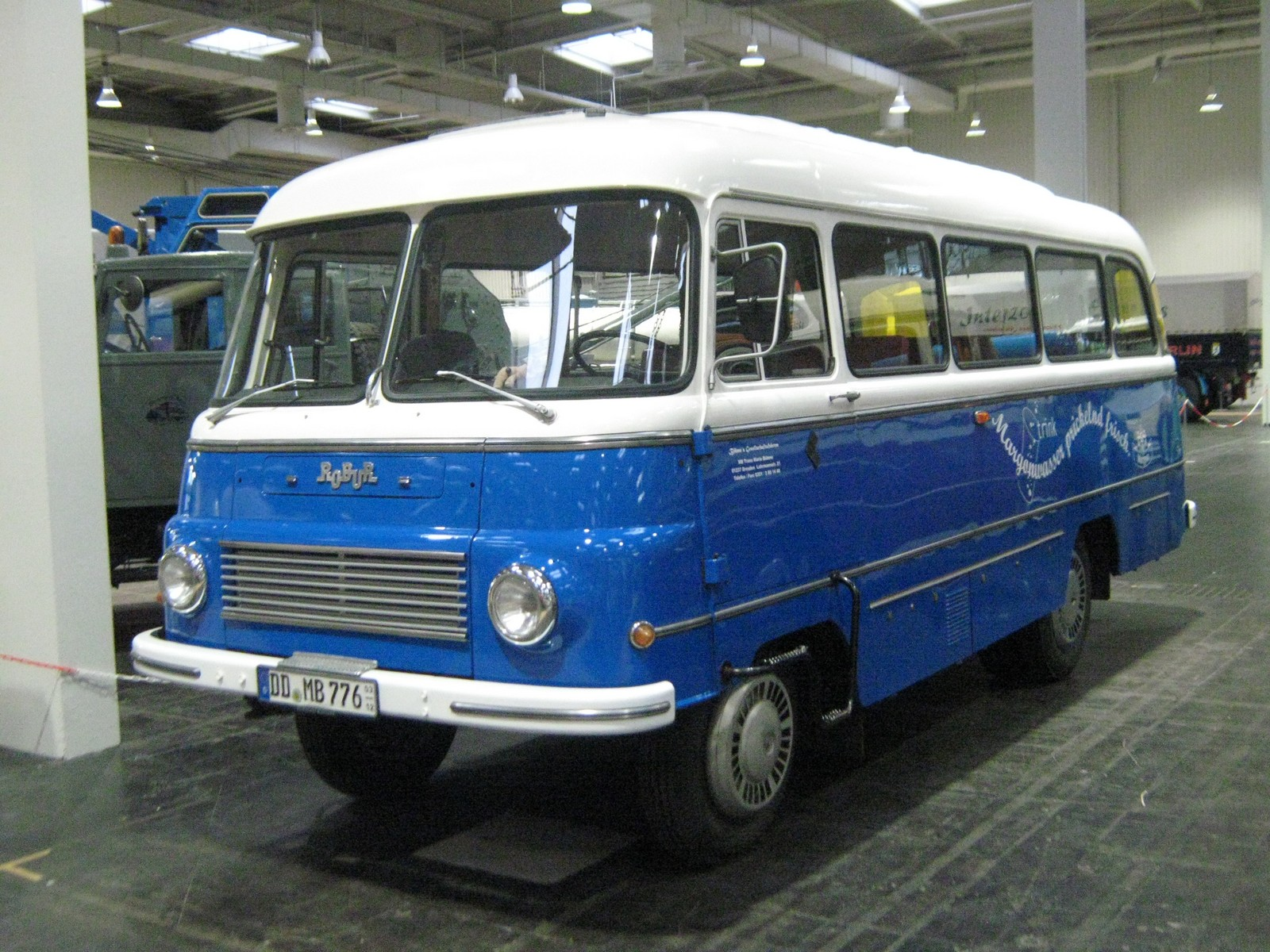
Robur LO 3000 w wersji autobus
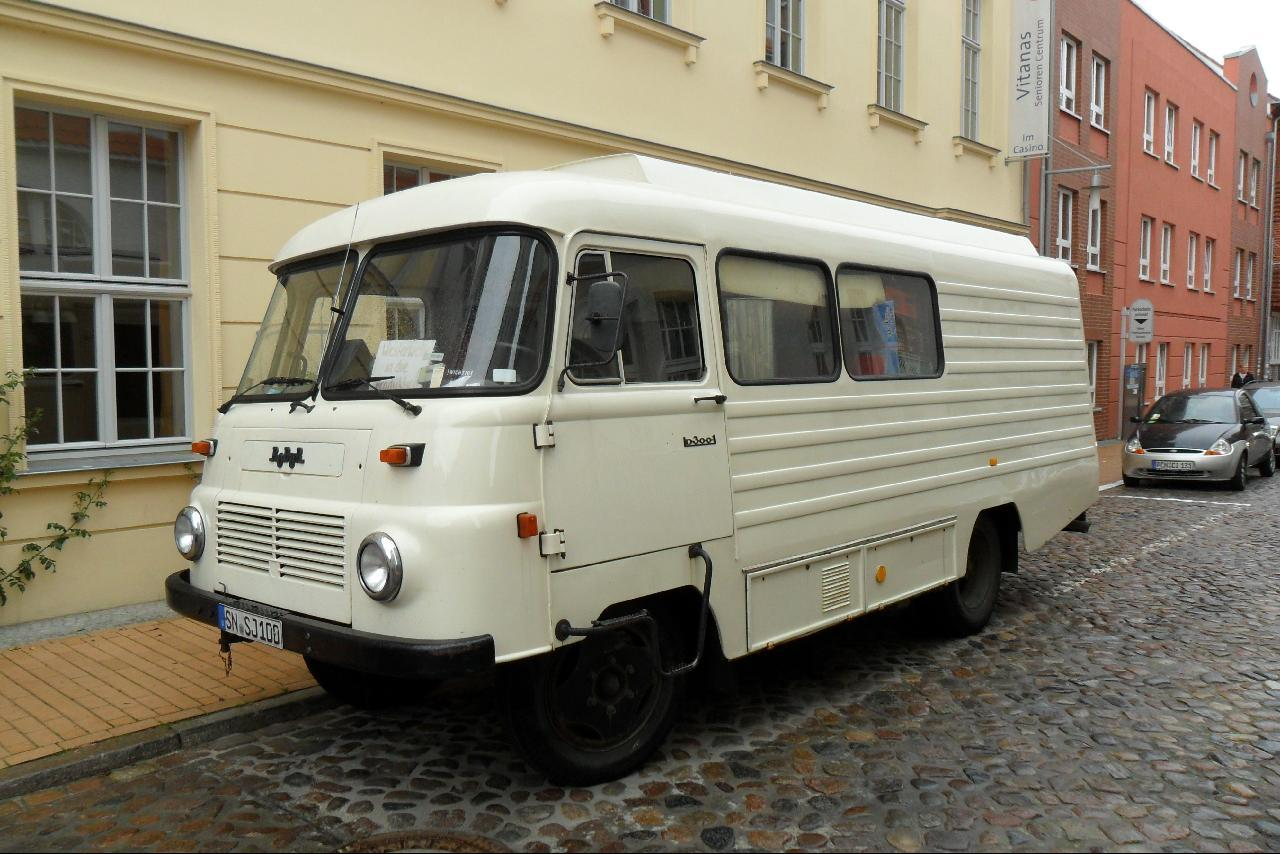
Robur LD 3001
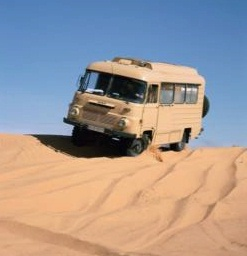
Robur LD 2202A MZ Safari
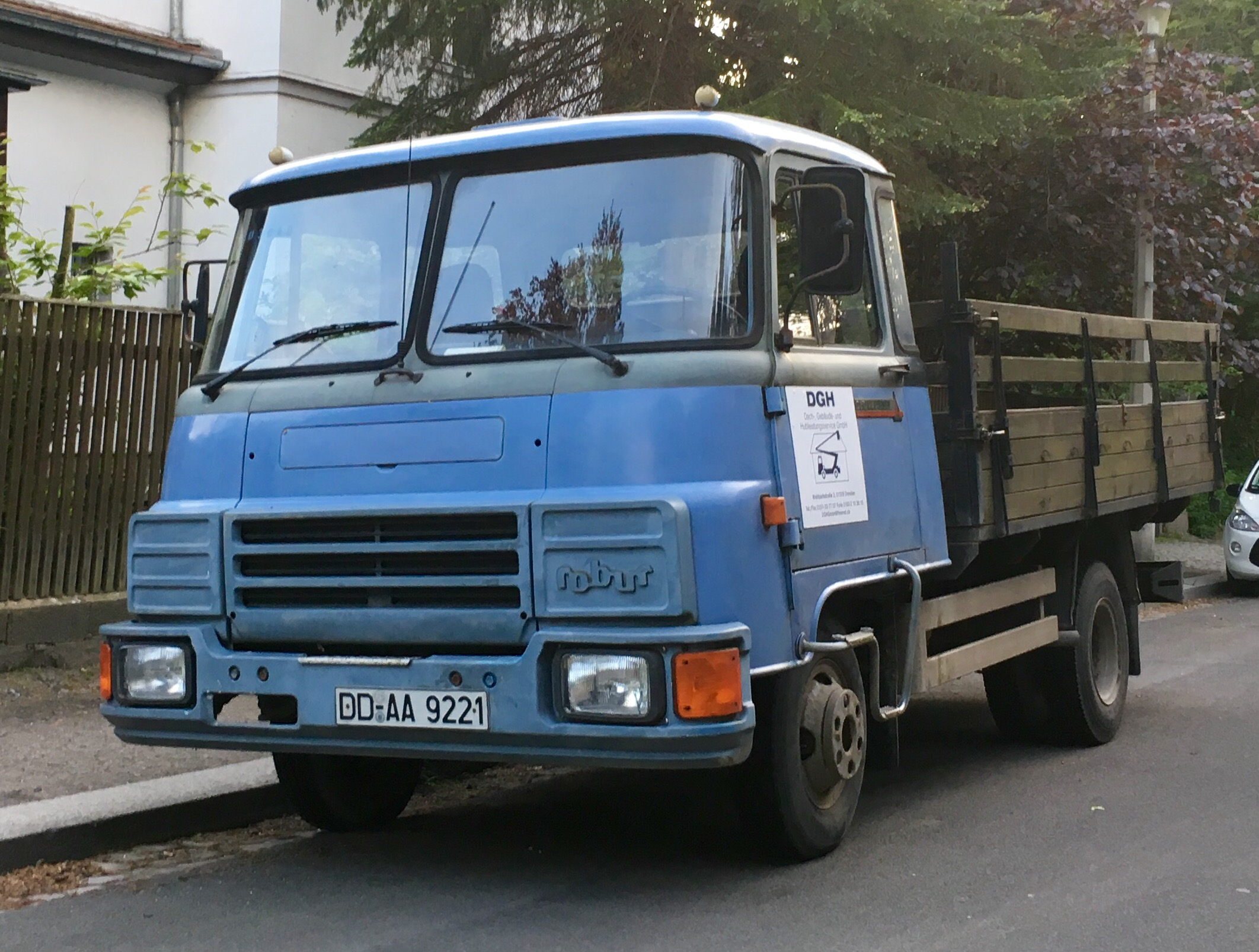
Robur LD 3004
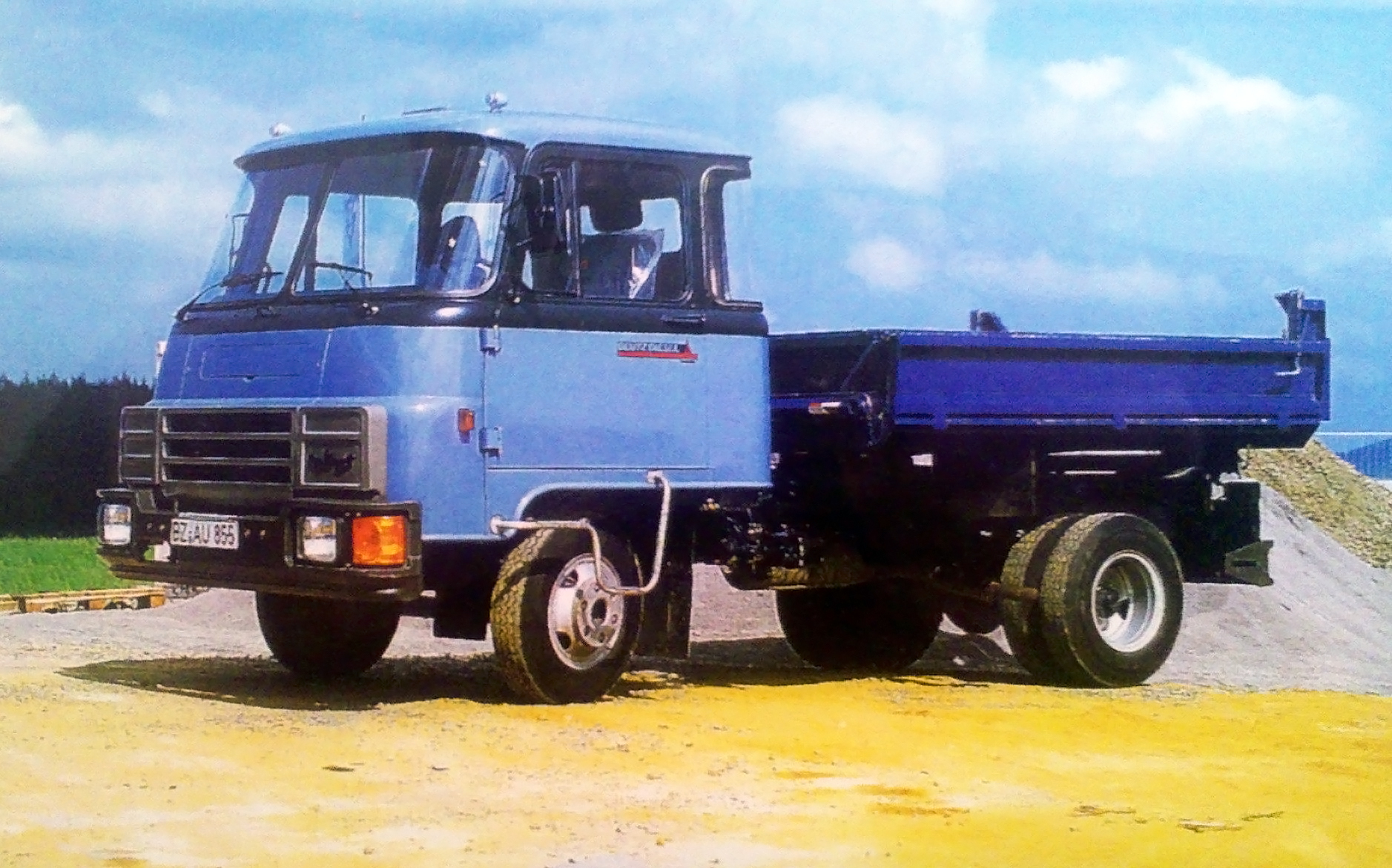
Robur LD 3004
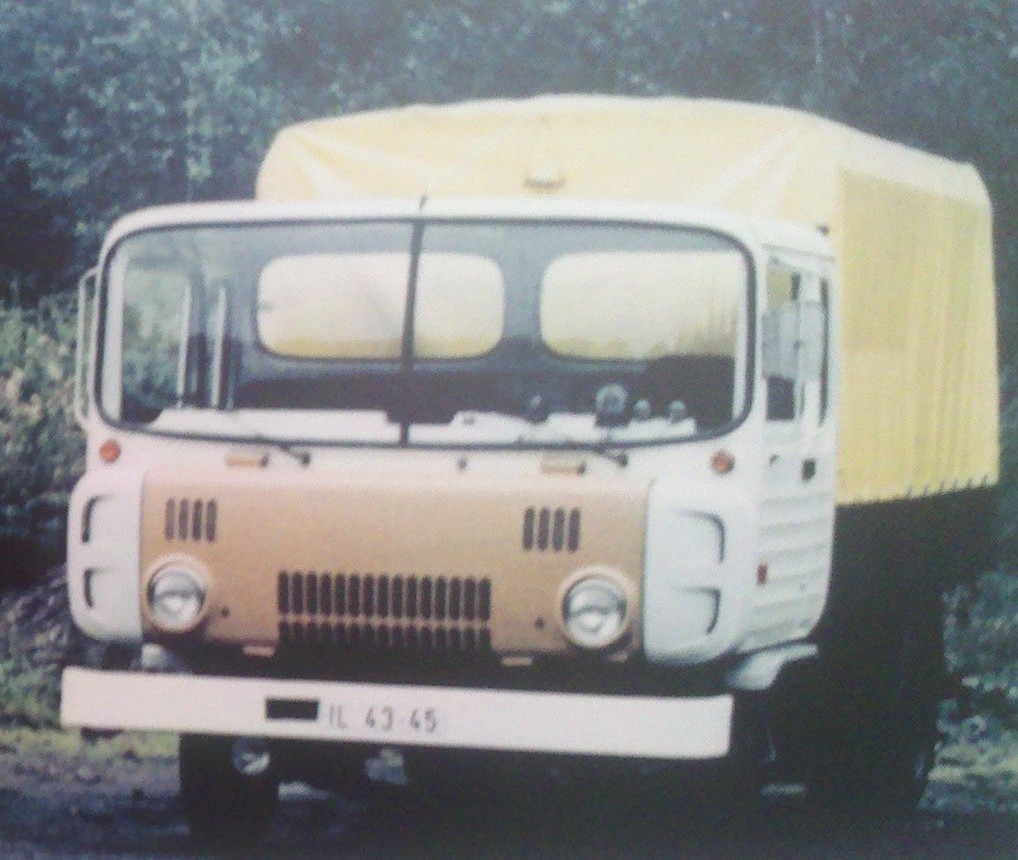
Prototyp Robur 0611
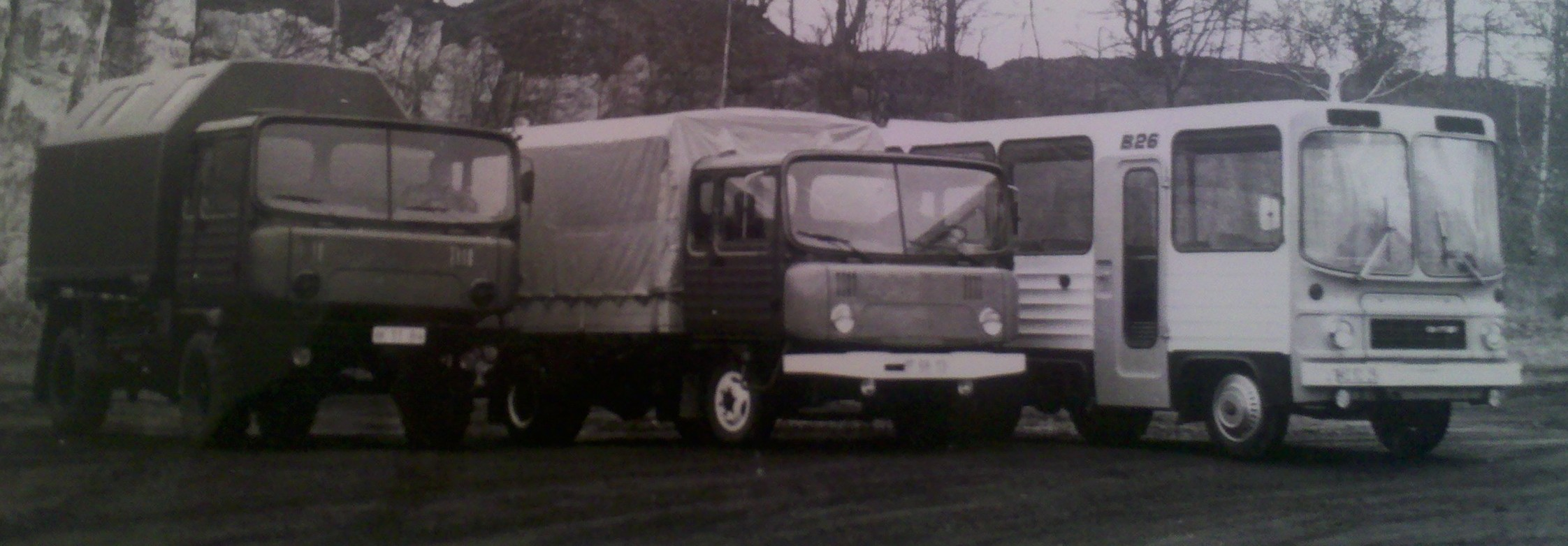
Prototypy 0611 i D609 (1975)